# Europium(II)-carbid
Europium(II)-carbid ist eine chemische Verbindung aus Europium und Kohlenstoff, es ist das Europium-Salz des Ethins (C2H2) und damit ein Acetylid.

## Gewinnung und Darstellung
Europium(II)-carbid kann über die Reaktion von Europiumsesquioxid (Eu2O3) und Graphit in einem Graphittiegel bei 1450 °C im Vakuum hergestellt werden.
{\displaystyle {\ce {Eu2O3 + 7C -> 2EuC2 + 3CO}}}

## Eigenschaften
Europium(II)-carbid kommt in verschiedenen Modifikationen vor, im Temperaturbereich von 10 K bis ~630 K kristallisiert es im ThC2-Strukturtyp (298 K: C2/c, 4 Formeleinheiten pro Elementarzelle a = 700,54(2), b = 440,98(1) pm, c = 759,10(2) pm, β = 106,918(2)°), im Bereich um 638 K ist die tetragonale Phase (638 K: I4/mmm, 2 Formeleinheiten pro Elementarzelle, a = b = 415,00(2) pm, c = 662,73(3) pm) zu finden und oberhalb von 648 K kommt die kubische Phase (648 K: Fm3m (Nr. 225), 4 Formeleinheiten pro Elementarzelle, a = 613,79(4) pm) vor. Die Ferromagnetische Curie-Temperatur liegt für Europium(II)-carbid bei ca. 15 K.